# Titanattus pegaseus
Titanattus pegaseus là một loài nhện trong họ Salticidae.
Loài này thuộc chi Titanattus. Titanattus pegaseus được Eugène Simon miêu tả năm 1900.